# Großkorbetha
Großkorbetha is een plaats en voormalige gemeente in de Duitse deelstaat Saksen-Anhalt en maakt deel uit van de gemeente Weißenfels in de Landkreis Burgenlandkreis.

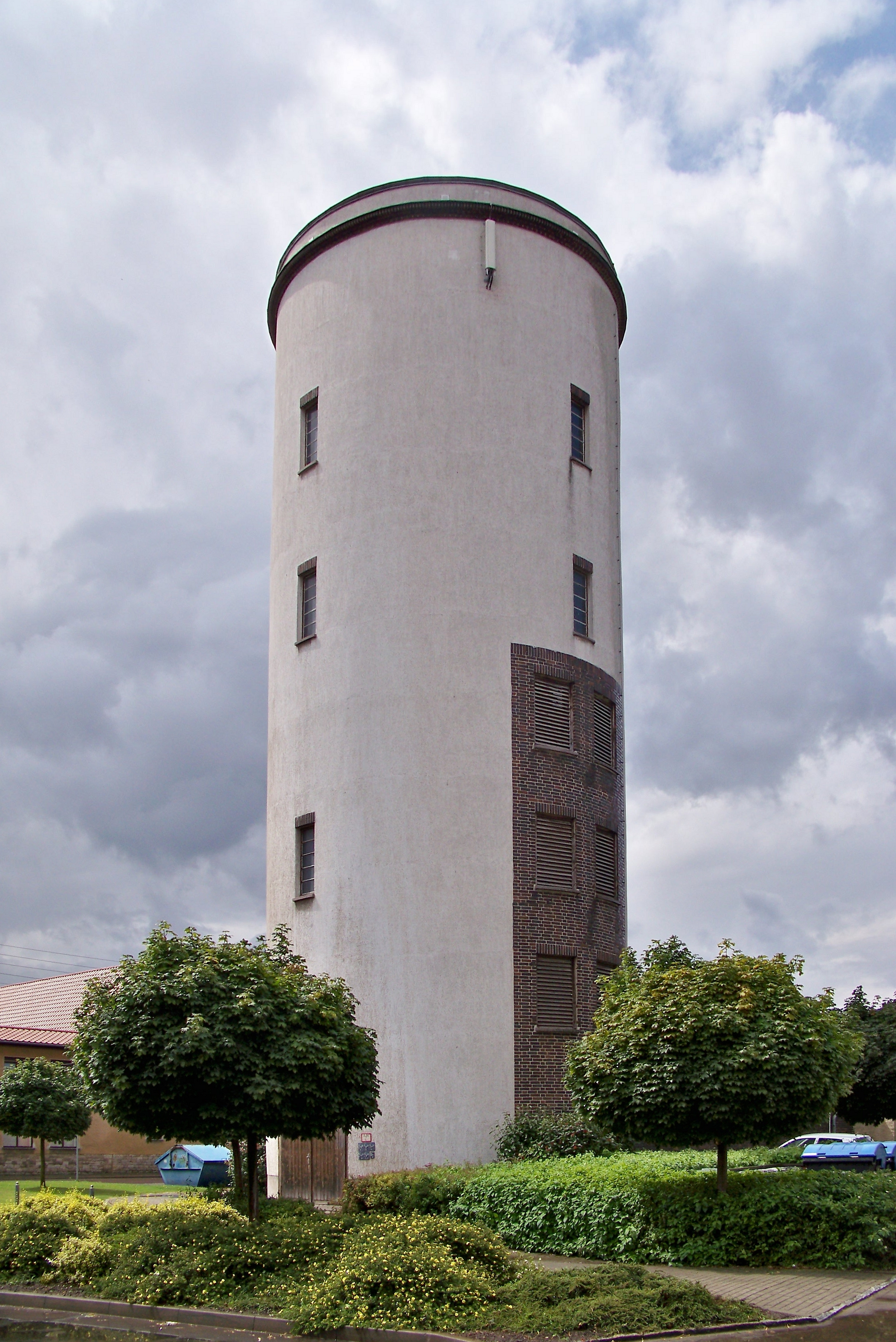
Watertoren van Großkorbetha

Großkorbetha telt 1.944 inwoners.